# Municipio de West Finley (Misuri)
El municipio de West Finley (en inglés: West Finley Township) es un municipio ubicado en el condado de Christian en el estado estadounidense de Misuri. En el año 2010 tenía una población de 4366 habitantes y una densidad poblacional de 131,39 personas por km².

## Geografía
El municipio de West Finley se encuentra ubicado en las coordenadas 36°59′40″N 93°14′34″O / 36.99444, -93.24278. Según la Oficina del Censo de los Estados Unidos, el municipio tiene una superficie total de 33.23 km², de la cual 32.97 km² corresponden a tierra firme y (0.78%) 0.26 km² es agua.

## Demografía
Según el censo de 2010, había 4366 personas residiendo en el municipio de West Finley. La densidad de población era de 131,39 hab./km². De los 4366 habitantes, el municipio de West Finley estaba compuesto por el 94.98% blancos, el 0.85% eran afroamericanos, el 0.98% eran amerindios, el 0.25% eran asiáticos, el 0.07% eran isleños del Pacífico, el 0.64% eran de otras razas y el 2.22% pertenecían a dos o más razas. Del total de la población el 2.4% eran hispanos o latinos de cualquier raza.